# گل آفتاب رو (سرده)
گل آفتاب رو، دودندان (نام علمی: Bidens)، مترداف (نام علمی: Ceratocephalus) نام یک سرده از تیره کاسنیان است.